# Feira de São Joaquim

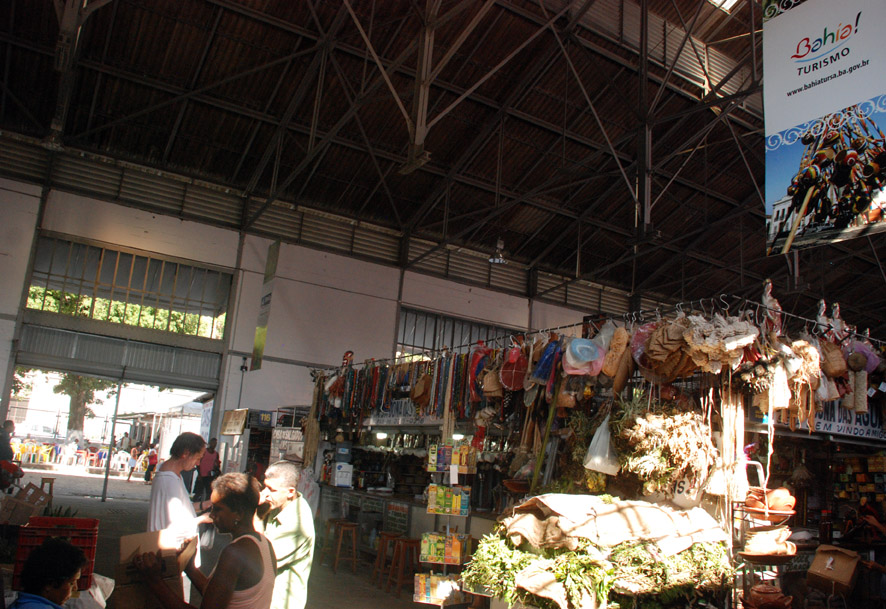
Dentro da parte reformada da Feira

A Feira de São Joaquim é a maior feira livre de Salvador, Bahia, sendo a mais tradicional para a população de baixa renda, não só dos soteropolitanos como do recôncavo baiano. Localizada na Cidade Baixa entre a Baía de Todos os Santos e a Avenida Oscar Pontes, no bairro do Comércio.
Criada na década de 1960, depois da destruição da antiga feira de Água de meninos em 1964, devorada pelo fogo, São Joaquim abriga inúmeros trabalhadores informais que descendem dos africanos escravizados, sendo o principal distribuidor dos artesanatos de barro, alguidares, cuscuzeiros, potes produzido no recôncavo baiano e venda de produtos para rituais de candomblé, como orobôs, aridãs. obis, gervão e etc.